# Saint-Chéron (Essonne)
 Saint-Chéron  es una población y comuna francesa, ubicada en la región de Isla de Francia, departamento de Essonne, en el distrito de Étampes. Es el chef-lieu del cantón de Saint-Chéron, aunque Breuillet la supera en población.

## Demografía
| 2236 | 2457 | 3370 | 3550 | 4082 | 4444 |
| Para los censos de 1962 a 1999 la población legal corresponde a la población sin duplicidades (Fuente: INSEE [Consultar]) |      |      |      |      |      |